# 竹村忠臣
竹村 忠臣（たけむら ただおみ、1980年7月5日 - ）は、日本のドラム奏者。千葉県出身。愛称、竹ちゃん。
つるの剛士&Seacandles、SeanNorth、太田家（「太田たけちゃん」名義）等のバンドに在籍。ケネディハウスの専属バンドのメンバー、元ザ・マスミサイルのドラムでもある。役者もしている。

## 概要
様々なサポートも行っており、パワフルなドラムから精細な演奏まで叩き分けるプレイに定評がある。

## サポートアーティスト
- ザ・ワイルドワンズ[3]
- つるの剛士
- 杉本善徳
- 平山みき
- 森口博子
- 中井貴一
- SHAZNA
- 平川地一丁目
- HANGRY&ANGRY
- Aluto
- ALvino